# Supercoupe de Belgique de football 1994
La Supercoupe de Belgique 1994 est un match de football qui a été joué le 17 août 1994, entre le vainqueur du championnat de division 1 belge 1993-1994, le RSC Anderlecht et le finaliste de la coupe de Belgique 1993-1994, le FC Bruges, Anderlecht ayant réalisé le doublé Championnat-Coupe la saison précédente.
Le FC Bruges remporte le match 1-3, et une septième Supercoupe.

## Feuille de match
| Titulaires : |  |
| |  |
| GK Filip De Wilde · RB Olivier Suray 46e · CB Marc Emmers 78e · CB Olivier Doll · LB Graeme Rutjes · RM Marc Degryse · CM Pär Zetterberg 46e · CM Johan Walem · LM Danny Boffin · CF Yaw Preko 87e · CF Josip Weber · |  |
| Remplaçants : |  |
| LM Bruno Versavel 46e · RB Bertrand Crasson 46e · CM Philip Haagdoren 78e · |  |
| Entraîneur : |  |
| Johan Boskamp |  |

| Titulaires : |  |
| |  |
| GK Filip De Wilde · RB Olivier Suray 46e · CB Marc Emmers 78e · CB Olivier Doll · LB Graeme Rutjes · RM Marc Degryse · CM Pär Zetterberg 46e · CM Johan Walem · LM Danny Boffin · CF Yaw Preko 87e · CF Josip Weber · |  |
| Remplaçants : |  |
| LM Bruno Versavel 46e · RB Bertrand Crasson 46e · CM Philip Haagdoren 78e · |  |
| Entraîneur : |  |
| Johan Boskamp |  |